# نیزویل (ایندیانا)
نیزویل (به انگلیسی: Nyesville) یک منطقهٔ مسکونی در ایالات متحده آمریکا است که در شهرستان پارک، ایندیانا واقع شده‌است. نیزویل ۲۱۸ متر بالاتر از سطح دریا واقع شده‌است.